# Ictistygna rugosa
Ictistygna rugosa is een keversoort uit de familie snoerhalskevers (Anthicidae). De wetenschappelijke naam van de soort is voor het eerst geldig gepubliceerd in 1955 door Buck.